# The Best, the Rest, the Rare
The Best, the Rest, the Rare è una raccolta del gruppo power metal tedesco Helloween, pubblicata nel 1991.

## Tracce
1. I Want Out – 4:38
2. Dr. Stein – 5:01
3. Future World – 4:02
4. Judas – 4:39
5. Walls Of Jericho – 0:48
6. Ride The Sky – 5:55
7. Halloween – 13:16
8. Livin' Ain't No Crime – 4:40
9. Save Us – 5:11
10. Victim Of Fate – 6:58
11. Savage – 3:22
12. Don't Run For Cover – 4:43
13. Keeper Of The Seven Keys – 13:37

## Formazione
- Michael Kiske - voce
- Kai Hansen - chitarra, voce in "Ride the Sky" e "Judas"
- Michael Weikath - chitarra
- Markus Großkopf - basso
- Ingo Schwichtenberg - batteria